# Ceders Café
| Ceders Café på ett äldre vykort och samma plats i mars 2019. |  | Ceders Café på ett äldre vykort och samma plats i mars 2019. |
| Ceders Café på ett äldre vykort och samma plats i mars 2019. |  |                                                              |

Ceders Café låg vid Lilla Mejtens gränd, strax nedanför parken Vita bergens musikpaviljong på Södermalm i Stockholm. Från 1910-talet och till början av 1940-talet drevs här en kaférörelse sommartid av familjen Bernhard och Emma Ceder. I byggnaden fanns därefter bland annat ungdomsrörelsen Vitabergsklubben som leddes av Per Anders Fogelström. Byggnaden förstördes i två omgångar genom anlagda bränder 1969 och 1970.

## Historik

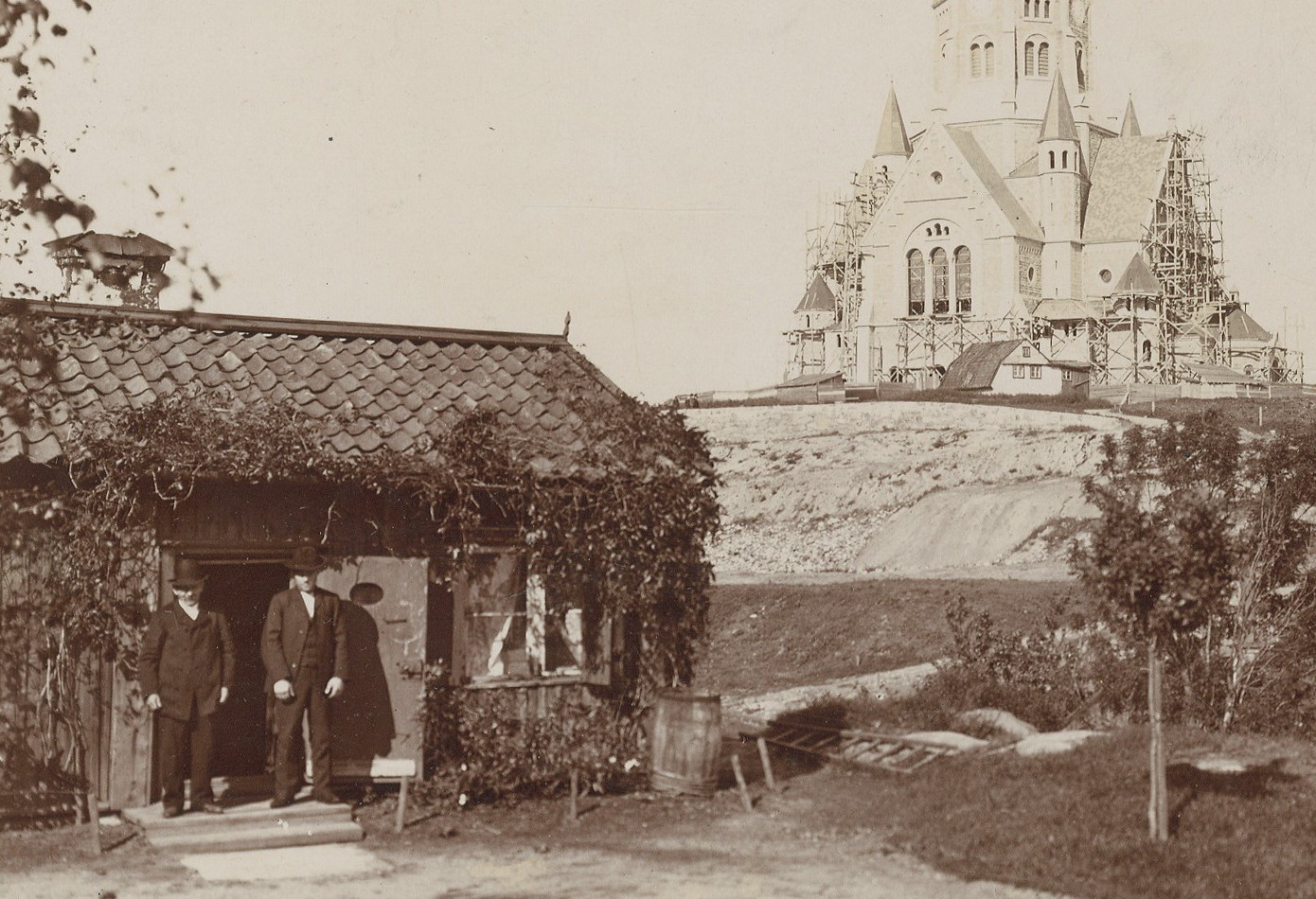
Vita bergens jaktstuga 1905.

Ceders Café byggdes i två etapper 1910 och 1920. Utgångsbyggnaden var ett litet 1700-tals trähus kallat ”Jaktstugan” som ägdes av Stockholms stad och var bostad åt parkvakten. Huset hyrdes 1906 av militärmusikern Bernhard Ceder och hustrun Emma. Intill Jaktstugan byggde Ceder sitt sommarkafé. Till kaféet hörde veranda och en liten scen för olika uppträdanden av dåtidens kända artister. Alltsammans var inhägnad med ett plank och låst när serveringen var stängd. Kafébyggnaden var långsmal med en hög naturstensgrund i södra änden som innehöll en källarlokal. Serveringen låg tillsammans med köket i övre våningsplanet. Innertaket var välvt och bars upp av smäckra pelare. Byggnaden förstördes vid anlagda bränder 1969 och 1970. Idag finns bara en stentrappa i terrängen kvar.
År 2011 väcktes ett medborgarförslag av föreningen Gamla VBK:are om återuppbyggnad av Ceders kafé. Byggnaden skulle enligt förslaget ges namnet Fogelströmshuset för att markera Per Anders Fogelströms stora betydelse som ungdomsledare i Sofia församling. Ett återuppbyggt Ceders Café skulle kunna enligt förslaget fyllas med kulturaktiviteter och lokalen hyras ut till fester och konferenser. I februari 2012 avslog stadsdelsnämnden medborgarförslaget. Förvaltningen ansåg "att ett återuppbyggande av Ceders Café är olämpligt då den skulle göra ett för stort intrång i parken". Bland annat måste byggnaden av tillgänglighetsskäl vara möjlig att angöra med fordon som innebär att trafik tillåts i parken vilket man ville undvika.

## Vitabergsklubben

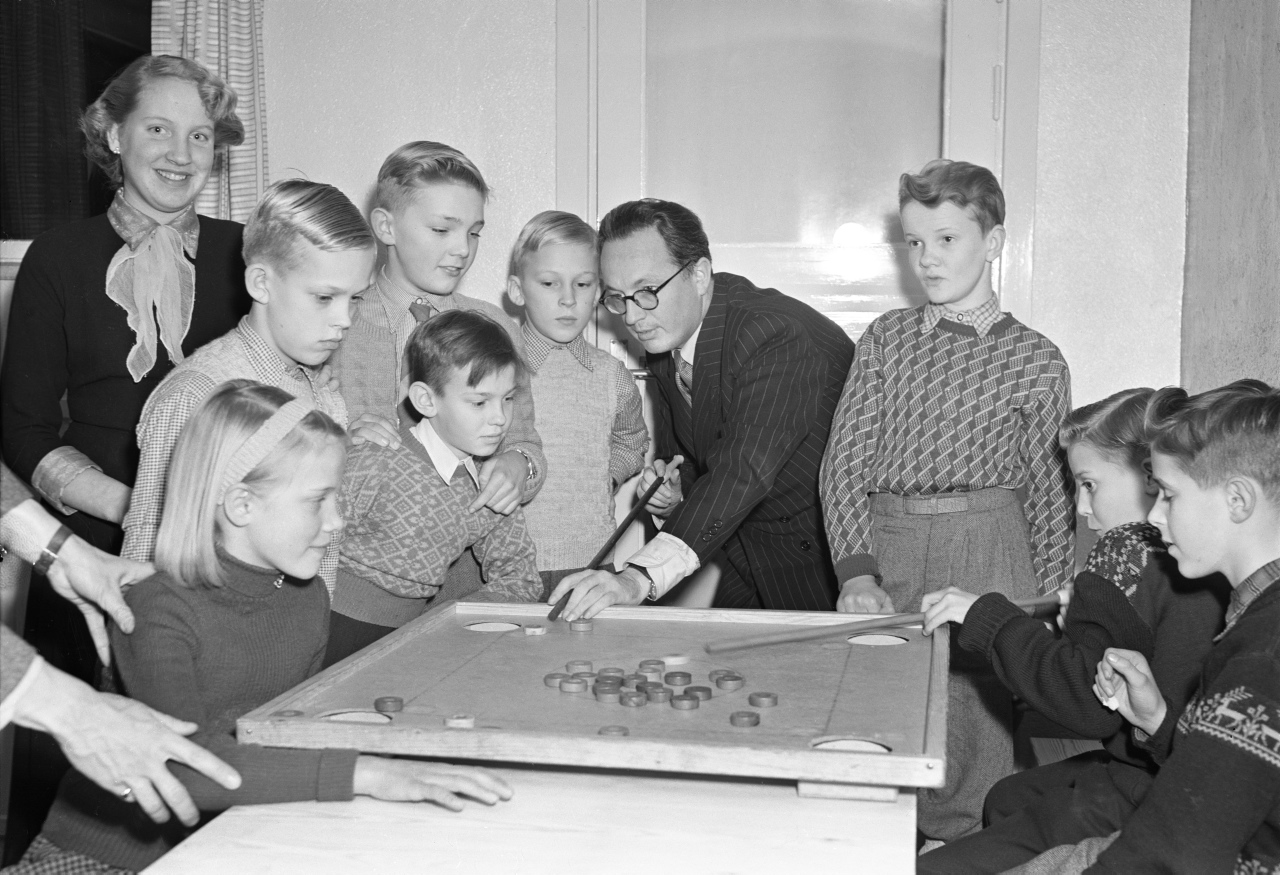
Ungdomar i Vitabergsklubben på Ceders Café, december 1951.

Vitabergsklubben var en ungdomsverksamhet under andra hälften av 1940-talet och början av 1950-talet som bildades den 29 november 1945 av bland andra Per Anders Fogelström som även ledde verksamheten. Från och med 1946 fick föreningen hyra Ceders Cafés då nergångna byggnad som hade stått oanvänd under flera år. Hyran var gratis och ett år i taget mot att man höll lokalen i ordning på egen bekostnad.  
Vitabergsklubben på Ceders Café var till en början avsedd för pojkar över 15 år. Klubben växte snabbt och senare fick också flickor bli medlemmar. Många av medlemmarna var från Södermalm, men några var även från andra delar av staden. Som mest fanns drygt 100 medlemmar, bland dem Stig Claesson (Slas), Svante Foerster och Catrin Westerlund. Några av klubbmedlemmar sägs vara förebilder till flera karaktärer i Fogelströms romaner.
Man ägnade sig åt såväl kulturella som idrottsliga aktiviteter och var kritisk mot många av samhällets etablerade institutioner. VBK:s medlemmar anordnade teaterföreställningar, uppläsningsaftnar, startade studiecirklar och hade diskussionskvällar där kända kulturpersonligheter bjöds in till samtal. Klubbens medlemstidning hette ”Utropstecknet” och gavs ut åren 1946–1951 med totalt 29 nummer. Den 27 januari 1955 beslöts att lägga ner verksamheten, dels på grund av ekonomiska svårigheter och dels på grund av olika uppfattningar om hur klubbens framtid skulle gestaltas. Efter VBK:s tid nyttjades lokalerna i Ceders Café flitigt av det lokala föreningslivet fram till 1970 då byggnaden brann ner.
År 2005 träffades 30 före detta medlemmar i Vitabergsklubben och bildade föreningen Gamla VBK:are. De samlade in material från gamla klubbmedlemmar och 2009 gav de ut boken ”Vitabergsklubben – en del av Södermalms kulturhistoria”. De väckte även ett medborgarförslag om  återuppbyggnad av Ceders Café vilket dock avslogs. I oktober 2012 upplöstes Gamla VBK:are.